# Dryobates pubescens
Dryobates pubescens е вид птица от семейство Picidae. Видът е незастрашен от изчезване.

## Разпространение
Разпространен е в Канада, Мексико, Сен Пиер и Микелон и САЩ.